# تيم كريستنسن
تيم كريستنسن (بالدنماركية: Tim Christensen)‏ هو ملحن ومغني ومغن مؤلف دنماركي، ولد في 2 يوليو 1974 في كوبنهاغن في الدنمارك.

## وصلات خارجية
- الموقع الرسمي
- تيم كريستنسن على موقع IMDb (الإنجليزية)
- تيم كريستنسن على موقع ميوزك برينز (الإنجليزية)
- تيم كريستنسن على موقع ميوزك برينز (الإنجليزية)
- تيم كريستنسن على موقع أول ميوزيك (الإنجليزية)
- تيم كريستنسن على موقع ديسكوغز (الإنجليزية)
- تيم كريستنسن على موقع قاعدة بيانات الفيلم (الإنجليزية)